# Маріо Рінкон
Маріо Рінкон (ісп. Mario Rincón; нар. 13 грудня 1967) — колишній колумбійський тенісист.
Найвищу одиночну позицію світового рейтингу — 193 місце досяг 13 лютого 1995, парну — 257 місце — 19 лютого 1996 року.

## Титули на челленджерах

### Парний розряд: (1)
| Ранг | Рік  | Турнір           | Покриття | Партнер        | Суперники у фіналі          | Рахунок у фіналі |
| ---- | ---- | ---------------- | -------- | -------------- | --------------------------- | ---------------- |
| 1.   | 1990 | Богота, Колумбія | Ґрунт    | Маурісіо Хадад | Карлос Клаверіє Ґреґ Фейлла | 7–6, 7–6         |